# Bayerisches Landesamt für Wasserwirtschaft
Das Bayerische Landesamt für Wasserwirtschaft war eine Behörde im Freistaat Bayern und hatte seinen Sitz in München.

## Geschichte
1878 gründete König Ludwig II. das Königlich-Technische Bureau für Wasserversorgung. Aus dem gleichen Jahr datieren die „Technischen Vorschriften für den Wasserbau an den öffentlichen Flüssen in Bayern“. 1888 wurde es dem Ressort des heutigen Bayerischen Innenministeriums zugeordnet. 
Aus den oben genannten Vorschriften entstand 1930 die Vorschrift und Vollzugsanweisung für Flussausstattung, Flussaufnahmen und deren Verarbeitung. Diese wurde erst 1958 außer Kraft gesetzt, aber weiterhin als Richtlinie verwendet. Im Jahr 1975 gab das Landesamt ein vorläufiges Merkblatt Flussausstattung heraus, das 1988 durch das erweiterte Merkblatt Flussausstattung, Flussaufnahmen und deren Dokumentation ersetzt wurde.
Seit 1993 war das Landesamt für Wasserwirtschaft Teil des Umweltressorts. Im August 2005 wurde es im Rahmen einer Verwaltungsreform zusammen mit den Landesämtern für Geologie, Umweltschutz sowie mit Teilen des Landesamts für Arbeitsschutz, Arbeitsmedizin und Sicherheitstechnik in das Bayerische Landesamt für Umwelt eingegliedert.